# Casas de Ves
Casas de Ves és un petit poble del nord-est de la província d'Albacete, situat entre els rius Xúquer i Cabirol. El municipi té una extensió de 125,3 km² i es troba a 63 km de la capital de la província. Comprèn les pedanies de Perichán i Tranco del Lobo. El 2005 tenia amb 825 habitants.